# Ośmiornica zwyczajna
Ośmiornica zwyczajna, ośmiornica pospolita (Octopus vulgaris) – gatunek głowonoga z rzędu ośmiornic, poławiany komercyjnie na dużą skalę.

## Tryb życia

### Dieta
Zwierzę zjada raki, kraby, małże i ryby i inne małe organizmy. Ofiary chwyta ramionami, obezwładnia jadem, a następnie rozdrabnia rogowymi szczękami, przypominającymi papuzi dziób.

### Gody
Ośmiornice są samotnikami i gdy napotkają inną ośmiornicę, zaciekle z nią walczą. Podczas godów natomiast samce poszukują partnerek i wówczas spotkanie z samicą zwykle tak nie przebiega (chyba że ma ona wkrótce złożyć jaja). Podczas godów ośmiornice zmieniają zabarwienie.

### Ruch
Zwierzęta te pływają przy dnie morza. Kryją się w szczelinach skalnych. "Krocząc" po dnie, poruszają się na wszystkich ramionach. Jak inne ośmiornice, posiada lejek, dzięki któremu może poruszać się ze znaczną prędkością (zwierzę łączy wtedy ramiona, przez co przypomina torpedę).

## Dane liczbowe

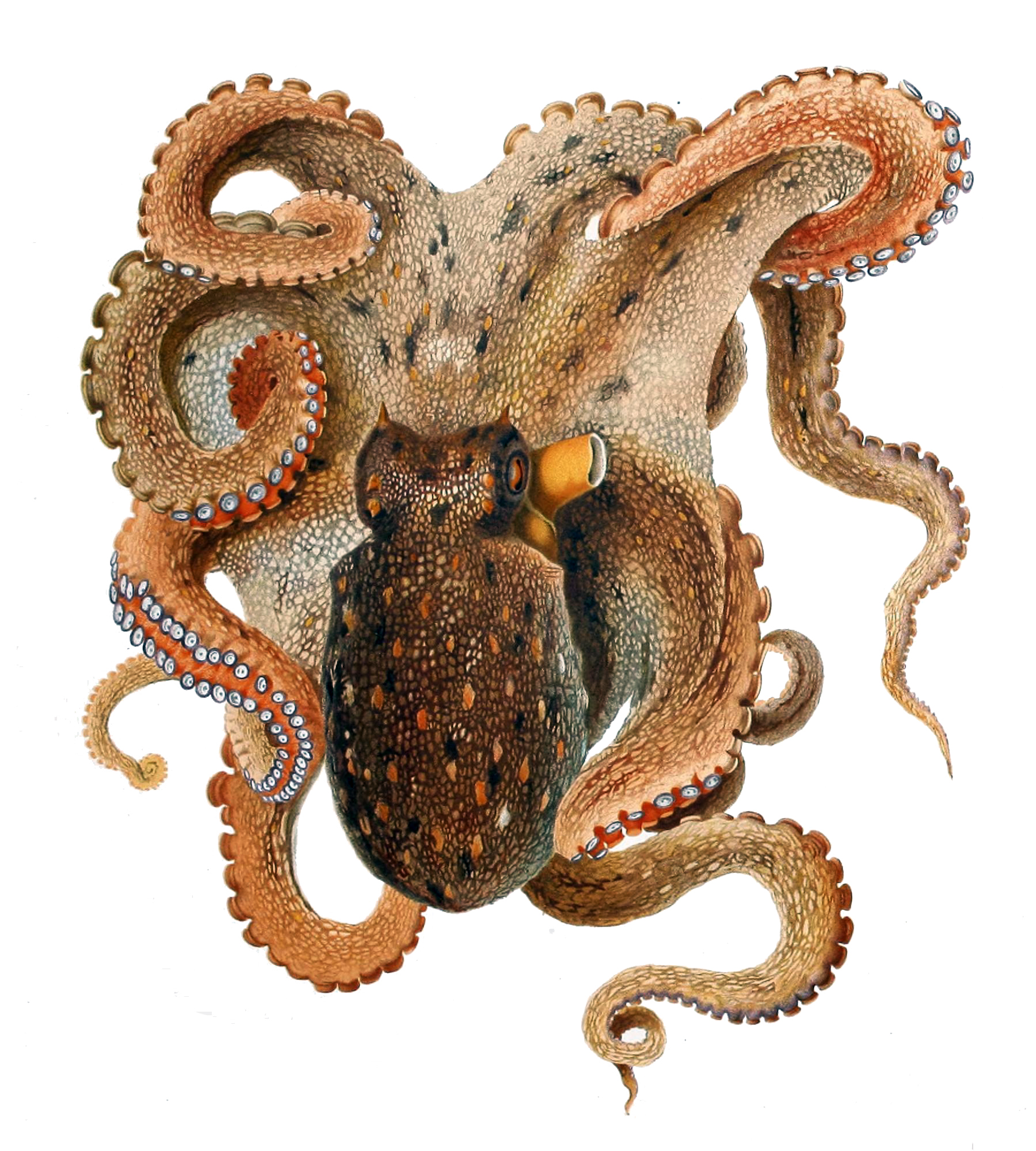
Ośmiornica zwyczajna – rysunek Comingio Merculiano z 1896 roku

- Długość: do 3 m
- Masa ciała: do 25 kg

## Występowanie
Zamieszkuje Morze Karaibskie oraz wody przybrzeżne Ameryki Południowej. Żyje także w wodach szelfu kontynentalnego Afryki i Indonezji, całe Morze Śródziemne oraz kanał La Manche.